# Kleňany
Kleňany é um município da Eslováquia, situado no distrito de Veľký Krtíš, na região de Banská Bystrica. Tem 7,21 km² de área e sua população em 2018 foi estimada em 268 habitantes.

## Demografia
| Ano:        | 1994 | 2004    | 2014    | 2024   |
| ----------- | ---- | ------- | ------- | ------ |
| Broj ljudi: | 403  | 328     | 276     | 262    |
| Razlika:    |      | -18,61% | -15,85% | -5,07% |

| Ano:               | 2023 | 2024   |
| ------------------ | ---- | ------ |
| Número de pessoas: | 269  | 262    |
| Diferença:         |      | -2,60% |